# Comuna Porșna, Pustomîtî
Porșna (în ucraineană Поршна) este o comună în raionul Pustomîtî, regiunea Liov, Ucraina, formată din satele Lîpnîkî, Pidsadkî și Porșna (reședința).

## Demografie
Componența lingvistică a comunei Porșna
     Ucraineană (99,45%)
     Alte limbi (0,46%)
Conform recensământului din 2001, majoritatea populației comunei Porșna era vorbitoare de ucraineană (99,45%), existând în minoritate și vorbitori de alte limbi.